# 大和村 (新潟県北蒲原郡)
大和村（やまとむら）は、かつて新潟県北蒲原郡にあった村。

## 沿革
- 1889年（明治22年）4月1日 - 町村制施行に伴い北蒲原郡小浮村、野田新田、千唐仁村、布目村、烏島村、島瀬新田が合併し、小浮村（こうけむら）が発足。
- 1891年（明治24年）6月5日 - 名称を大和村に変更。
- 1901年（明治34年）11月1日 - 北蒲原郡安田村、赤坂村と合併し、安田村を新設して消滅。